# Saint-Paul-de-Fenouillet
Saint-Paul-de-Fenouillet (em catalão:  Sant Pau de Fenollet) é uma comuna francesa na região administrativa da Occitânia, no departamento dos Pirenéus Orientais. Estende-se por uma área de 43.90 km², com 1.800 habitantes, segundo o censo de 2018, com uma densidade de 41 hab/km².